# Sân vận động Aviva
Sân vận động Aviva (cũng được gọi là Lansdowne Road hoặc Ireland's stadium, tiếng Ireland: Staid Aviva), là một sân vận động thể thao nằm ở Dublin, Cộng hòa Ireland, có sức chứa là 51.700 khán giả (tất cả đều có ghế ngồi). Sân được xây dựng trên nền cũ của Sân vận động Lansdowne Road, đã bị phá hủy vào năm 2007 để thay thế sân nhà cho đội tuyển bóng đá quốc gia Cộng hòa Ireland và đội tuyển rugby union quốc gia Cộng hòa Ireland. Quyết định tái phát triển sân vận động được đưa ra sau khi kế hoạch cho cả Stadium Ireland và Eircom Park được thông qua. Tập đoàn Aviva Ireland đã ký một hợp đồng 10 năm cho quyền đặt tên vào năm 2009.
Sân vận động, nằm liền kề với ga đường sắt Lansdowne Road, được khánh thành vào ngày 14 tháng 5 năm 2010. Sân vận động này là sân vận động được UEFA xếp hạng 4 đầu tiên và duy nhất của Ireland và vào năm 2011, sân đã tổ chức trận chung kết UEFA Europa League 2011. Sân cũng đã tổ chức Nations Cup, cũng như các trận đấu trên sân nhà thường xuyên của đội tuyển bóng bầu dục quốc gia, đội tuyển bóng đá quốc gia và một số trận đấu trên sân nhà cho Leinster Rugby từ tháng 8 năm 2010 trở đi.
Không giống như người tiền nhiệm của nó, thuộc sở hữu duy nhất của Hiệp hội bóng bầu dục Ireland (IRFU), sân vận động hiện tại được kiểm soát bởi IRFU và Hiệp hội bóng đá Cộng hòa Ireland (FAI) thông qua một liên doanh 50:50 được gọi là Công ty phát triển sân vận động Lansdowne Road (LRSDC). Liên doanh có hợp đồng thuê 60 năm trên sân vận động; khi hết hạn, sân vận động sẽ trở lại quyền sở hữu độc quyền của IRFU.

## Lịch sử
Sân vận động được chính thức khánh thành vào ngày 14 tháng 5 năm 2010 bởi Thủ tướng Brian Cowen.
Năm 2011, sân vận động đã giành giải thưởng Công nghiệp xây dựng của Anh.
Trong đại dịch COVID-19, Quân đội Ireland (hoạt động trong Chiến dịch Fortitude) đã sử dụng sân vận động để tập luyện từ ngày 14 tháng 5 trở đi, sau khi được bàn giao từ Cơ quan Hải quân (đã tiến hành thử nghiệm trong Chiến dịch Fortitude tại Sir John Rogerson's Quay cho đến thời điểm đó).

## Rugby union
| Các trận đấu rugby union                                                  | Các trận đấu rugby union                         | Các trận đấu rugby union | Các trận đấu rugby union | Các trận đấu rugby union | Các trận đấu rugby union |
| Ngày                                                                      | Giải đấu                                         | Đội nhà                  | Đội khách                | Kết quả                  | Khán giả                 |
| ------------------------------------------------------------------------- | ------------------------------------------------ | ------------------------ | ------------------------ | ------------------------ | ------------------------ |
| 31 tháng 7 năm 2010                                                       | Trận đấu thách thức                              | Leinster/Ulster          | Munster/Connacht         | 68–0                     | 35.115                   |
| 2 tháng 10 năm 2010                                                       | Magners League 2010-11                           | Leinster                 | Munster                  | 13–9                     | 50.645                   |
| 6 tháng 11 năm 2010                                                       | Trận đấu Test                                    | Ireland                  | Nam Phi                  | 21–23                    | 35.515                   |
| 13 tháng 11 năm 2010                                                      | Trận đấu Test                                    | Ireland                  | Samoa                    | 20–10                    | 37.955                   |
| 20 tháng 11 năm 2010                                                      | Trận đấu Test                                    | Ireland                  | New Zealand              | 18–38                    | 49.640                   |
| 28 tháng 11 năm 2010                                                      | Trận đấu Test                                    | Ireland                  | Argentina                | 29–9                     | 45.340                   |
| 18 tháng 12 năm 2010                                                      | Giai đoạn pool Cúp Heineken 2010-11              | Leinster                 | Clermont Auvergne        | 24–8                     | 44.873                   |
| 13 tháng 2 năm 2011                                                       | Six Nations Championship 2011                    | Ireland                  | Pháp                     | 22–25                    | 51.700                   |
| 19 tháng 3 năm 2011                                                       | Six Nations Championship 2011                    | Ireland                  | Anh                      | 24–8                     | 51.700                   |
| 9 tháng 4 năm 2011                                                        | Tứ kết Cúp Heineken 2010-11                      | Leinster                 | Leicester Tigers         | 17–10                    | 49.672                   |
| 30 tháng 4 năm 2011                                                       | Bán kết Cúp Heineken 2010-11                     | Leinster                 | Toulouse                 | 32–23                    | 50.073                   |
| 20 tháng 8 năm 2011                                                       | Trận đấu Test                                    | Ireland                  | Pháp                     | 22–26                    | 45.165                   |
| 27 tháng 8 năm 2011                                                       | Trận đấu Test                                    | Ireland                  | Anh                      | 6–20                     | 48.523                   |
| 4 tháng 11 năm 2011                                                       | Pro12 2011-12                                    | Leinster                 | Munster                  | 24–19                    | 48.365                   |
| 17 tháng 12 năm 2011                                                      | Giai đoạn pool Cúp Heineken 2011-12              | Leinster                 | Bath                     | 52–27                    | 46.365                   |
| 5 tháng 2 năm 2012                                                        | Six Nations Championship 2012                    | Ireland                  | Wales                    | 21–23                    | 51.000                   |
| 25 tháng 2 năm 2012                                                       | Six Nations Championship 2012                    | Ireland                  | Ý                        | 42–10                    | 51.000                   |
| 19 tháng 3 năm 2012                                                       | Six Nations Championship 2012                    | Ireland                  | Scotland                 | 32–14                    | 51.000                   |
| 7 tháng 4 năm 2012                                                        | Tứ kết Cúp Heineken 2011-12                      | Leinster                 | Cardiff Blues            | 34–3                     | 50.340                   |
| 28 tháng 4 năm 2012                                                       | Bán kết Cúp Heineken 2011-12                     | Ulster                   | Edinburgh                | 22–19                    | 45.147                   |
| 6 tháng 10 năm 2012                                                       | Pro12 2012-13                                    | Leinster                 | Munster                  | 30–21                    | 46.280                   |
| 10 tháng 11 năm 2012                                                      | Trận đấu Test                                    | Ireland                  | Nam Phi                  | 12–16                    | 49.781                   |
| 24 tháng 11 năm 2012                                                      | Trận đấu Test                                    | Ireland                  | Argentina                | 46–24                    | 43.406                   |
| 15 tháng 12 năm 2012                                                      | Giai đoạn pool Cúp Heineken 2012-13              | Leinster                 | Clermont Auvergne        | 21–28                    | 48.964                   |
| 10 tháng 2 năm 2013                                                       | Six Nations Championship 2013                    | Ireland                  | Anh                      | 6–12                     | 51.000                   |
| 9 tháng 3 năm 2013                                                        | Six Nations Championship 2013                    | Ireland                  | Pháp                     | 13–13                    | 51.000                   |
| 18 tháng 5 năm 2013                                                       | Chung kết Cúp Heineken 2013                      | Clermont                 | Toulon                   | 15–16                    | 50.148                   |
| 9 tháng 11 năm 2013                                                       | Trận đấu Test                                    | Ireland                  | Samoa                    | 40–9                     | 39.108                   |
| 16 tháng 11 năm 2013                                                      | Trận đấu Test                                    | Ireland                  | Úc                       | 15–32                    | 51.000                   |
| 24 tháng 11 năm 2013                                                      | Trận đấu Test                                    | Ireland                  | New Zealand              | 22–24                    | 51.000                   |
| 14 tháng 12 năm 2013                                                      | Giai đoạn pool Cúp Heineken 2013-14              | Leinster                 | Northampton Saints       | 9–18                     | 47.370                   |
| 2 tháng 2 năm 2014                                                        | Six Nations Championship 2014                    | Ireland                  | Scotland                 | 28–6                     | 51.000                   |
| 8 tháng 2 năm 2014                                                        | Six Nations Championship 2014                    | Ireland                  | Wales                    | 26–3                     | 51.045                   |
| 8 tháng 3 năm 2014                                                        | Six Nations Championship 2014                    | Ireland                  | Ý                        | 46–7                     | 52.000                   |
| 29 tháng 3 năm 2014                                                       | Pro12 2013-14                                    | Leinster                 | Munster                  | 22–18                    | 51.700                   |
| 4 tháng 10 năm 2014                                                       | Pro12 2014-15                                    | Leinster                 | Munster                  | 23–34                    | 43.817                   |
| 8 tháng 11 năm 2014                                                       | Trận đấu Test                                    | Ireland                  | Nam Phi                  | 29–15                    | 51.100                   |
| 16 tháng 11 năm 2014                                                      | Trận đấu Test                                    | Ireland                  | Gruzia                   | 49–7                     | 40.156                   |
| 22 tháng 11 năm 2014                                                      | Trận đấu Test                                    | Ireland                  | Úc                       | 26–23                    | 51.100                   |
| 13 tháng 12 năm 2014                                                      | Giai đoạn pool Cúp vô địch rugby châu Âu 2014-15 | Leinster                 | Harlequins               | 14–13                    | 38.503                   |
| 14 tháng 2 năm 2015                                                       | Six Nations Championship 2015                    | Ireland                  | Pháp                     | 18–11                    | 51.200                   |
| 1 tháng 3 năm 2015                                                        | Six Nations Championship 2015                    | Ireland                  | Anh                      | 19–9                     | 51.200                   |
| 4 tháng 4 năm 2015                                                        | Tứ kết Cúp vô địch rugby châu Âu 2014-15         | Leinster                 | Bath                     | 18–12                    | 43.958                   |
| 15 tháng 8 năm 2015                                                       | Trận đấu Test                                    | Ireland                  | Scotland                 | 28–22                    | 31.780                   |
| 29 tháng 8 năm 2015                                                       | Trận đấu Test                                    | Ireland                  | Wales                    | 10–16                    | 47.430                   |
| 19 tháng 12 năm 2015                                                      | Giai đoạn pool Cúp vô địch rugby châu Âu 2015-16 | Leinster                 | RC Toulonnais            | 16–20                    | 44.925                   |
| 7 tháng 2 năm 2016                                                        | Six Nations Championship 2016                    | Ireland                  | Wales                    | 16–16                    | 51.700                   |
| 12 tháng 3 năm 2016                                                       | Six Nations Championship 2016                    | Ireland                  | Ý                        | 58–15                    | 51.700                   |
| 19 tháng 3 năm 2016                                                       | Six Nations Championship 2016                    | Ireland                  | Scotland                 | 35–25                    | 51.700                   |
| 2 tháng 4 năm 2016                                                        | Pro12 2015-16                                    | Leinster                 | Munster                  | 16–13                    | 43.108                   |
| 8 tháng 10 năm 2016                                                       | Pro12 2016-17                                    | Leinster                 | Munster                  | 25–14                    | 40.527                   |
| 12 tháng 11 năm 2016                                                      | Trận đấu Test                                    | Ireland                  | Canada                   | 52–21                    | 43.000                   |
| 19 tháng 11 năm 2016                                                      | Trận đấu Test                                    | Ireland                  | New Zealand              | 9–21                     | 51.700                   |
| 26 tháng 11 năm 2016                                                      | Trận đấu Test                                    | Ireland                  | Úc                       | 27–24                    | 51.700                   |
| 17 tháng 12 năm 2016                                                      | Giai đoạn pool Cúp vô địch rugby châu Âu 2016-17 | Leinster                 | Northampton Saints       | 60–13                    | 38.584                   |
| 25 tháng 2 năm 2017                                                       | Six Nations Championship 2017                    | Ireland                  | Pháp                     | 19–9                     | 51.700                   |
| 18 tháng 3 năm 2017                                                       | Six Nations Championship 2017                    | Ireland                  | Anh                      | 13–9                     | 51.700                   |
| 1 tháng 4 năm 2017                                                        | Tứ kết Cúp vô địch rugby châu Âu 2016-17         | Leinster                 | Wasps                    | 32–17                    | 50.226                   |
| 22 tháng 4 năm 2017                                                       | Cúp vô địch rugby châu Âu 2016-17                | Munster                  | Saracens                 | 10–26                    | 51.300                   |
| 27 tháng 5 năm 2017                                                       | Chung kết Pro12 2017                             | Munster                  | Scarlets                 | 22–46                    | 44.558                   |
| 7 tháng 10 năm 2017                                                       | Pro12 2016-17                                    | Leinster                 | Munster                  | 23–17                    | 46.374                   |
| 11 tháng 11 năm 2017                                                      | Trận đấu Test                                    | Ireland                  | Nam Phi                  | 38–3                     | 51.700                   |
| 18 tháng 11 năm 2017                                                      | Trận đấu Test                                    | Ireland                  | Fiji                     | 23–20                    | 51.700                   |
| 25 tháng 11 năm 2017                                                      | Trận đấu Test                                    | Ireland                  | Argentina                | 28–19                    | 51.700                   |
| 16 tháng 12 năm 2017                                                      | Giai đoạn pool Cúp vô địch rugby châu Âu 2017-18 | Leinster                 | Exeter Chiefs            | 22–17                    | 40.604                   |
| 10 tháng 2 năm 2018                                                       | Six Nations Championship 2018                    | Ireland                  | Ý                        | 56–19                    | 51.700                   |
| 24 tháng 2 năm 2018                                                       | Six Nations Championship 2018                    | Ireland                  | Wales                    | 37–27                    | 51.700                   |
| 8 tháng 3 năm 2018                                                        | Six Nations Championship 2018                    | Ireland                  | Scotland                 | 28–8                     | 51.700                   |
| 1 tháng 4 năm 2018                                                        | Tứ kết Cúp vô địch rugby châu Âu 2017-18         | Leinster                 | Saracens                 | 30–19                    | 51.700                   |
| 21 tháng 4 năm 2018                                                       | Bán kết Cúp vô địch rugby châu Âu 2017-18        | Leinster                 | Scarlets                 | 38–16                    | 48.455                   |
| 26 tháng 5 năm 2018                                                       | Chung kết Pro14 2018                             | Leinster                 | Scarlets                 | 40–32                    | 46.092                   |
| 6 tháng 10 năm 2018                                                       | Pro14 2018-19                                    | Leinster                 | Munster                  | 30–22                    | 50.120                   |
| 10 tháng 11 năm 2018                                                      | Trận đấu Test                                    | Ireland                  | Argentina                | 28–17                    | 51.700                   |
| 17 tháng 11 năm 2018                                                      | Trận đấu Test                                    | Ireland                  | New Zealand              | 16–9                     | 51.700                   |
| 24 tháng 11 năm 2018                                                      | Trận đấu Test                                    | Ireland                  | Hoa Kỳ                   | 57–14                    | 51.700                   |
| 15 tháng 12 năm 2018                                                      | Giai đoạn pool Cúp vô địch rugby châu Âu 2018-19 | Leinster                 | Bath                     | 42–15                    | 40.261                   |
| 2 tháng 2 năm 2019                                                        | Six Nations Championship 2019                    | Ireland                  | Anh                      | 20–32                    | 51.700                   |
| 10 tháng 3 năm 2019                                                       | Six Nations Championship 2019                    | Ireland                  | Pháp                     | 26–14                    | 51.700                   |
| 30 tháng 3 năm 2019                                                       | Tứ kết Cúp vô địch rugby châu Âu 2018-19         | Leinster                 | Ulster                   | 21–18                    | 51.700                   |
| 21 tháng 4 năm 2019                                                       | Bán kết Cúp vô địch rugby châu Âu 2018-19        | Leinster                 | Toulouse                 | 30–12                    | 42.916                   |
| 10 tháng 8 năm 2019                                                       | Trận đấu Test                                    | Ireland                  | Ý                        | 29–10                    | 30.000                   |
| 7 tháng 9 năm 2019                                                        | Trận đấu Test                                    | Ireland                  | Wales                    | 19–10                    |                          |
| 14 tháng 12 năm 2019                                                      | Giai đoạn pool Cúp vô địch rugby châu Âu 2019-20 | Leinster                 | Northampton Saints       | 50–21                    | 42.041                   |
| 1 tháng 2 năm 2020                                                        | Six Nations Championship 2020                    | Ireland                  | Scotland                 | 19–12                    | 51.700                   |
| 8 tháng 2 năm 2020                                                        | Six Nations Championship 2020                    | Ireland                  | Wales                    | 24–14                    | 51.700                   |
| 22 tháng 8 năm 2020                                                       | Pro14 2019-20                                    | Leinster                 | Munster                  | 27–25                    | 0, hạn chế COVID-19      |
| 23 tháng 8 năm 2020                                                       | Pro14 2019-20                                    | Connacht                 | Ulster                   | 26–20                    | 0, hạn chế COVID-19      |
| 29 tháng 8 năm 2020                                                       | Pro14 2019-20                                    | Ulster                   | Leinster                 | 10–28                    | 0, hạn chế COVID-19      |
| 30 tháng 8 năm 2020                                                       | Pro14 2019-20                                    | Munster                  | Connacht                 | 49–12                    | 0, hạn chế COVID-19      |
| 4 tháng 9 năm 2020                                                        | Pro14 2019-20                                    | Leinster                 | Munster                  | 13–3                     | 0, hạn chế COVID-19      |
| 12 tháng 9 năm 2020                                                       | Chung kết Pro14 2020                             | Leinster                 | Ulster                   | 27–5                     | 0, hạn chế COVID-19      |
| 19 tháng 9 năm 2020                                                       | Tứ kết Cúp vô địch rugby châu Âu 2019-20         | Leinster                 | Saracens                 | 17–25                    | 0, hạn chế COVID-19      |
| 24 tháng 10 năm 2020                                                      | Six Nations Championship 2020                    | Ireland                  | Ý                        | 50–17                    | 0, hạn chế COVID-19      |
| 13 tháng 11 năm 2020                                                      | Autumn Nations Cup                               | Ireland                  | Wales                    | 32–9                     | 0, hạn chế COVID-19      |
| 29 tháng 11 năm 2020                                                      | Autumn Nations Cup                               | Ireland                  | Gruzia                   | 23–10                    | 0, hạn chế COVID-19      |
| 5 tháng 12 năm 2020                                                       | Autumn Nations Cup                               | Ireland                  | Scotland                 | 31–15                    | 0, hạn chế COVID-19      |
| 14 tháng 2 năm 2021                                                       | Six Nations Championship 2021                    | Ireland                  | Pháp                     | 13–15                    | 0, hạn chế COVID-19      |
| 20 tháng 3 năm 2021                                                       | Six Nations Championship 2021                    | Ireland                  | Anh                      | 32–18                    | 0, hạn chế COVID-19      |
| 3 tháng 7 năm 2021                                                        | Trận đấu Test                                    | Ireland                  | Nhật Bản                 | 39–31                    | 3.000                    |
| 10 tháng 7 năm 2021                                                       | Trận đấu Test                                    | Ireland                  | Hoa Kỳ                   | 71–10                    | 6.000                    |
| 25 tháng 9 năm 2021                                                       | United Rugby Championship 2021–22                | Leinster                 | Bulls                    | 31–3                     | 19.419                   |
| 23 tháng 10 năm 2021                                                      | United Rugby Championship 2021–22                | Connacht                 | Ulster                   | 36–11                    | 9.175                    |
| 6 tháng 11 năm 2021                                                       | Trận đấu Test                                    | Ireland                  | Nhật Bản                 | 60–5                     | 40.000                   |
| 13 tháng 11 năm 2021                                                      | Trận đấu Test                                    | Ireland                  | New Zealand              | 29–20                    | 51.000                   |
| Màu hàng: xanh cho các trận đấu câu lạc bộ, vàng cho các trận đấu quốc tế |                                                  |                          |                          |                          |                          |

### Các trận đấu quốc tế

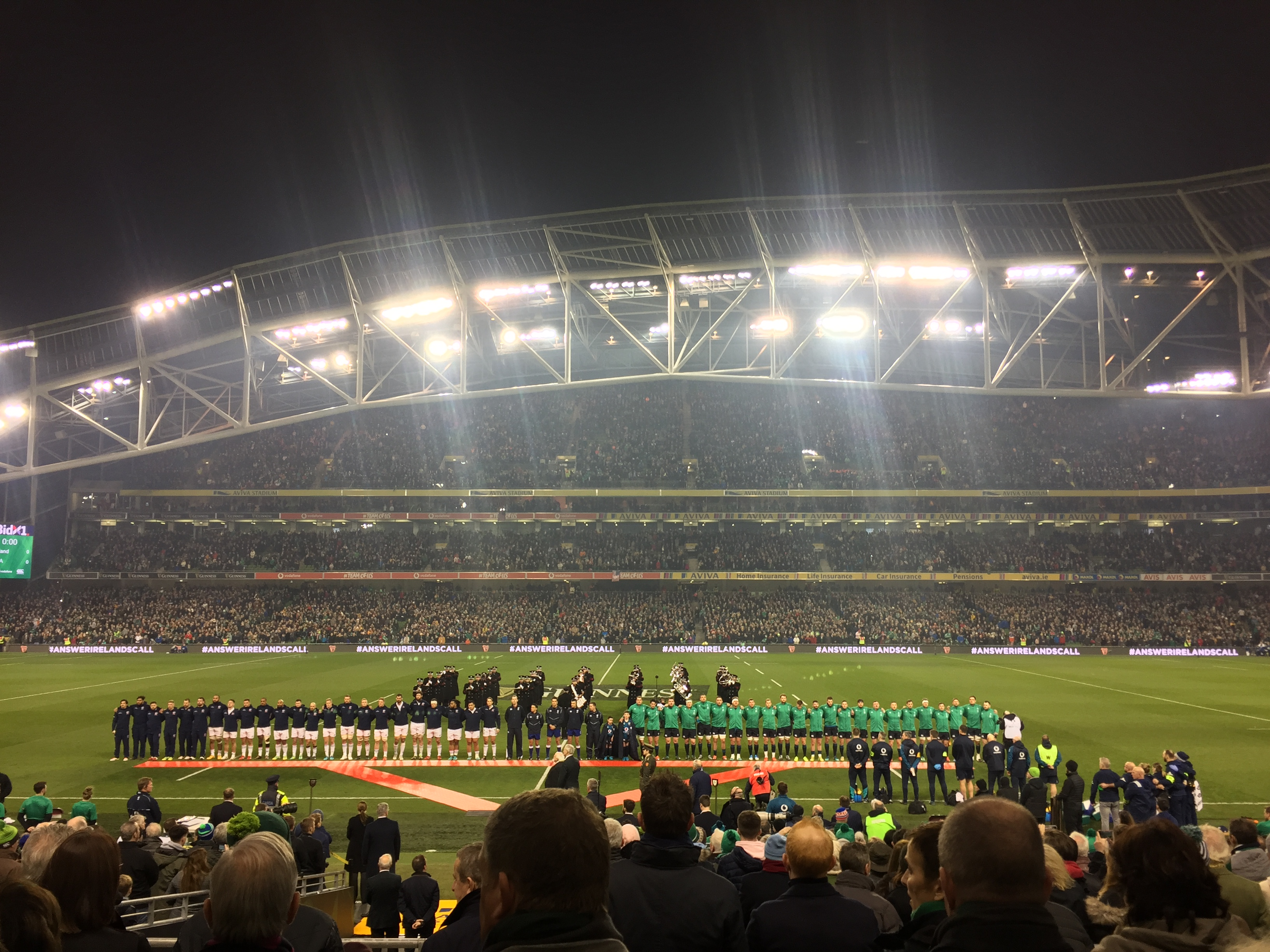
Sân vận động Aviva trong trận đấu giữa Ireland và Hoa Kỳ

Đội tuyển rugby union quốc gia Ireland chơi các trận đấu trên sân nhà của mình tại sân vận động, giống như trước đây tại Lansdowne Road, tiếp quản sân nhà tạm thời của họ, Croke Park, nơi các trận đấu được diễn ra trong quá trình xây dựng sân vận động Aviva. Trận đấu quốc tế đầu tiên của Ireland diễn ra vào ngày 6 tháng 11 năm 2010 trước Nam Phi, với chiến thắng 23–21 của Springboks. Trận đấu đã thu hút 35.515 khán giả, chủ yếu là do phản ứng dữ dội của những người hâm mộ Ireland về chiến lược bán vé gây tranh cãi của IRFU cho loạt trận Test tháng 11. Ban đầu, IRFU thông báo rằng vé xem Test tháng 11 sẽ chỉ được bán dưới dạng gói cho cả bốn trận đấu. Sau đó, họ thông báo rằng các vé thay vào đó sẽ được chia thành hai gói, với trận đấu Test với Nam Phi được đóng gói với trận đấu vào tuần sau với Samoa với giá tối thiểu là 150 euro, và các trận đấu Test với New Zealand và Argentina được gói với giá tối thiểu 190 euro. Vé một trận chỉ có sẵn cho các trận đấu Test với Samoa và Argentina. Vào ngày 1 tháng 11, IRFU đã từ bỏ kế hoạch này trong bối cảnh bị chỉ trích nặng nề từ các câu lạc bộ thành viên gặp vấn đề trong việc bán các gói hàng trong nền kinh tế khó khăn.

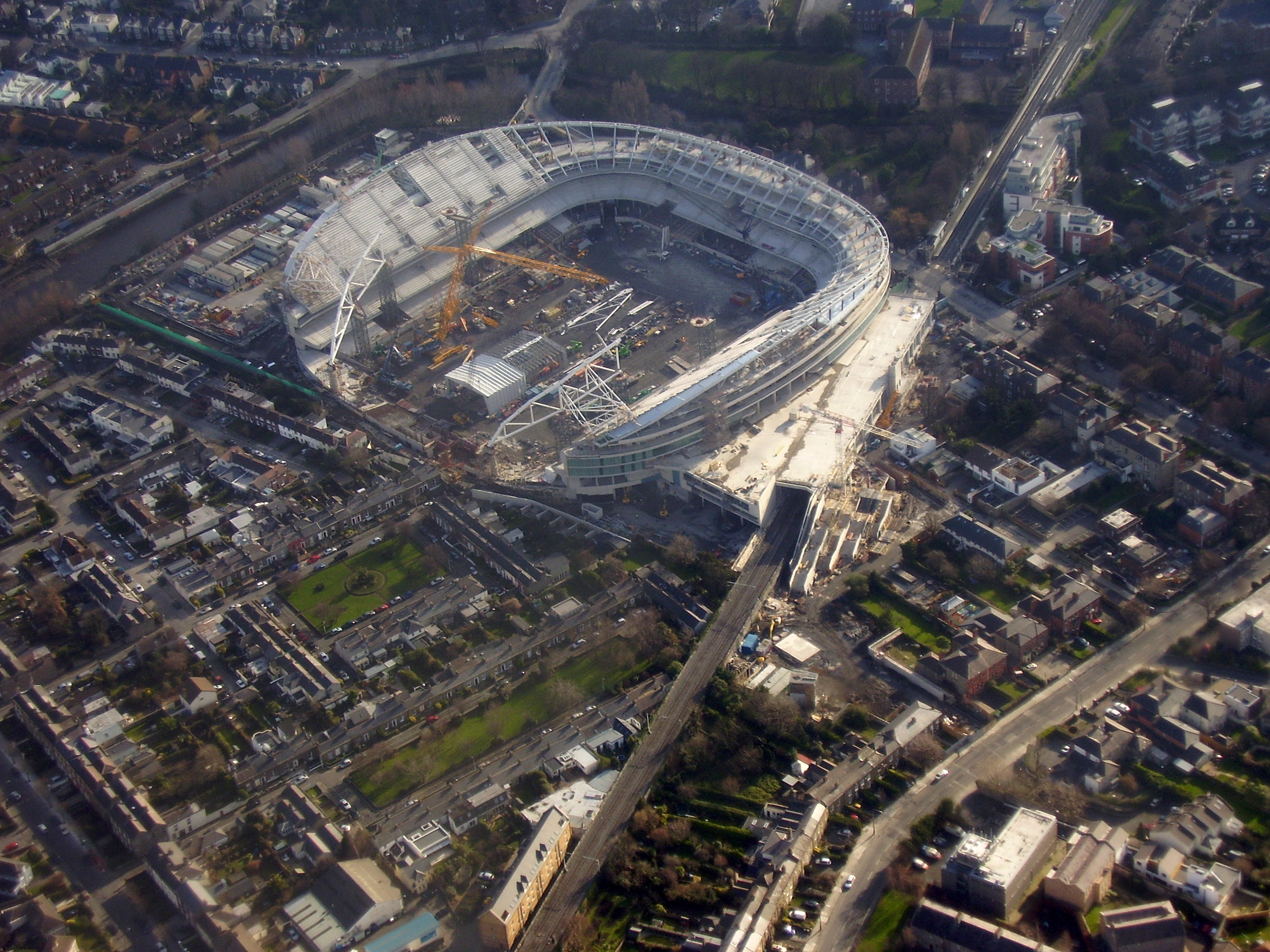
Lansdowne Road đã được thay thế bằng Sân vận động Aviva, hiển thị ở đây trong quá trình xây dựng

Trận đấu rugby union đầu tiên tại sân vận động Aviva là một trận đấu giao hữu vào ngày 31 tháng 7 năm 2010, được gọi là Thử thách O2, có sự tham gia của các cầu thủ dưới 18 tuổi và dưới 20 tuổi từ cả bốn tỉnh của Ireland, với bên Leinster/Ulster đánh bại Munster/Connacht 68–0. Là một phần của quá trình diễn ra sự kiện, O2 đã tổ chức một chương trình khuyến mãi để người chiến thắng có cơ hội ghi những điểm đầu tiên theo nghi lễ tại Aviva thông qua một quả bóng chuyển đổi mô phỏng vào một ngày trước trận đấu. Người chiến thắng chương trình khuyến mại, John Baker của Ennis, đã thành công. Những điểm chính thức đầu tiên tại Aviva được Craig Gilroy của Ulster ghi được khi thử sức trong Thử thách O2.
| Thống kê của Ireland tại Sân vận động Aviva | Thống kê của Ireland tại Sân vận động Aviva | Thống kê của Ireland tại Sân vận động Aviva | Thống kê của Ireland tại Sân vận động Aviva | Thống kê của Ireland tại Sân vận động Aviva | Thống kê của Ireland tại Sân vận động Aviva |
| Giải đấu                                    | Số trận đấu                                 | Thắng                                       | Hòa                                         | Thua                                        | Tỉ lệ thắng                                 |
| ------------------------------------------- | ------------------------------------------- | ------------------------------------------- | ------------------------------------------- | ------------------------------------------- | ------------------------------------------- |
| Test Match                                  | 34                                          | 25                                          | 0                                           | 9                                           | 73.53%                                      |
| Six Nations                                 | 27                                          | 20                                          | 2                                           | 5                                           | 74.07%                                      |
| Tổng cộng                                   | 61                                          | 45                                          | 2                                           | 14                                          | 73.77%                                      |

Tính đến 13 tháng 11 năm 2021

### Giải đấu câu lạc bộ
Sân vận động cũng tổ chức một số trận đấu trên sân nhà cho Leinster khi sức chứa nhỏ hơn của RDS Arena không đáp ứng đủ nhu cầu. Leinster đã thắng với tỉ số 13–9 trong trận mở màn trên sân nhà tại Aviva trước Munster, trong mùa giải Celtic League (nay là PRO14), trước một kỷ lục khán giả giải đấu lúc bấy giờ là 50.645 người. Kỷ lục giải đấu này đã bị phá vỡ vào ngày 29 tháng 3 năm 2014 khi Leinster một lần nữa đánh bại Munster với tỉ số 22–18, trước 51.700 người.
Leinster đã giành chiến thắng trong trận đấu Cúp Heineken đầu tiên của họ tại sân vận động với tỉ số 24–8 trước Clermont Auvergne trong một trận đấu pool trong mùa giải 2010-11. Trong suốt chặng đường thành công của Leinster tới danh hiệu Cúp Heineken mùa đó, họ đã diễn ra các trận tứ kết và bán kết tại sân vận động, đánh bại Leicester Tigers và Toulouse.
Ulster cũng đã đưa họ vào bán kết Cúp Heineken 2011-12 tại sân vận động, và đã đánh bại Edinburgh.
Trận chung kết Cúp Heineken 2013 diễn ra tại sân vận động vào ngày 18 tháng 5 năm 2013, nơi Toulon đánh bại Clermont Auvergne 16–15. Trận chung kết Cúp Heineken lần cuối được tổ chức tại Dublin vào năm 2003 khi Toulouse đánh bại Perpignan với tỷ số 22–17 tại Lansdowne Road.
| Thống kê của Leinster tại Sân vận động Aviva | Thống kê của Leinster tại Sân vận động Aviva | Thống kê của Leinster tại Sân vận động Aviva | Thống kê của Leinster tại Sân vận động Aviva | Thống kê của Leinster tại Sân vận động Aviva | Thống kê của Leinster tại Sân vận động Aviva |
| Giải đấu                                     | Số trận đấu                                  | Thắng                                        | Hòa                                          | Thua                                         | Tỉ lệ thắng                                  |
| -------------------------------------------- | -------------------------------------------- | -------------------------------------------- | -------------------------------------------- | -------------------------------------------- | -------------------------------------------- |
| Pro12/Pro14                                  | 15                                           | 14                                           | 0                                            | 1                                            | 93.33%                                       |
| Cúp vô địch rugby châu Âu/Cúp Heineken       | 21                                           | 17                                           | 0                                            | 4                                            | 80.95%                                       |
| Tổng cộng                                    | 36                                           | 31                                           | 0                                            | 5                                            | 86.11%                                       |

Tính đến 26 tháng 9 năm 2021

## Bóng đá

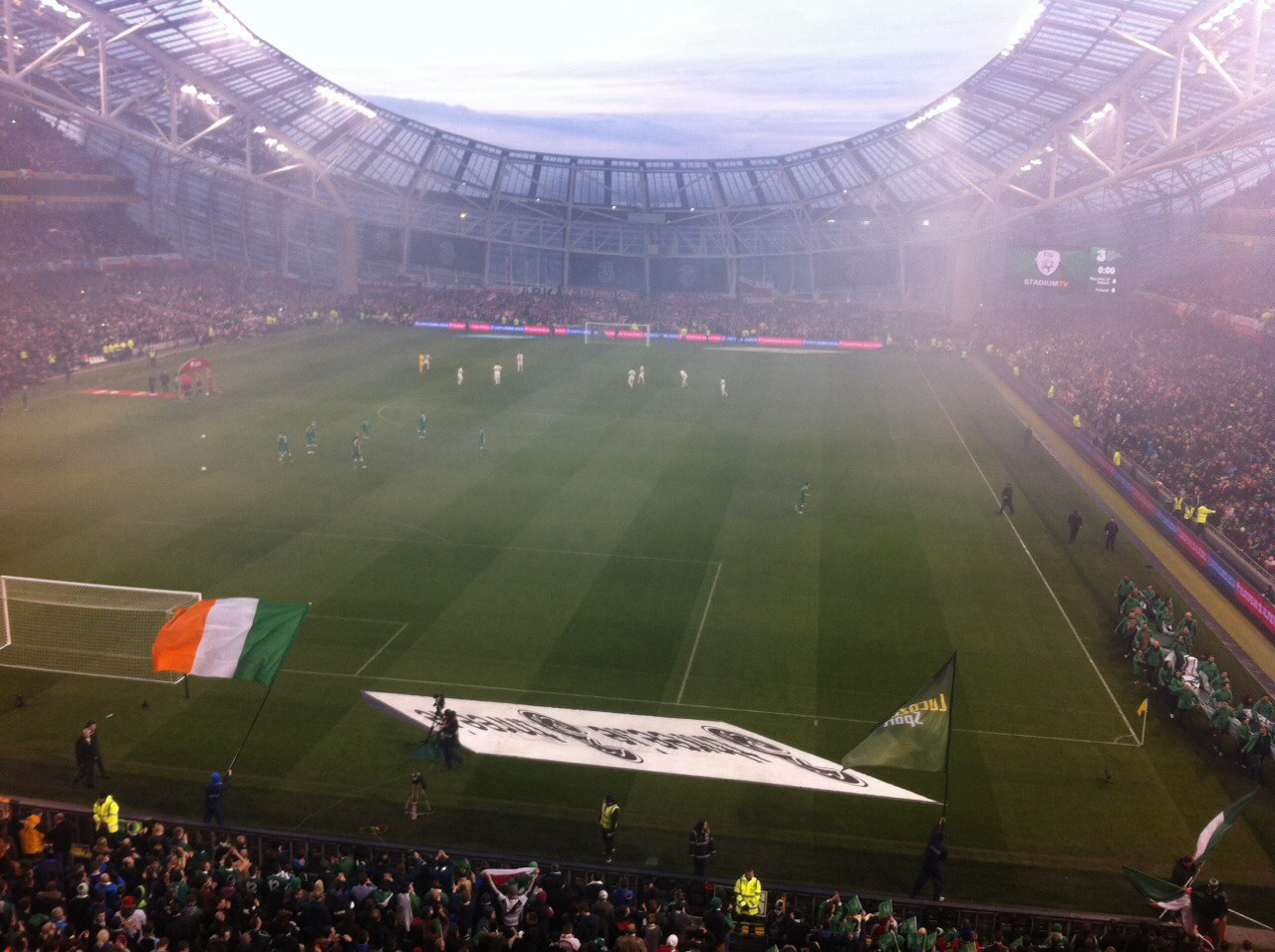
Ireland vs Ba Lan tại vòng loại Euro 2016

| Các trận đấu bóng đá | Các trận đấu bóng đá                    | Các trận đấu bóng đá     | Các trận đấu bóng đá  | Các trận đấu bóng đá   | Các trận đấu bóng đá |
| Ngày                 | Giải đấu                                | Đội nhà                  | Đội khách             | Kết quả                | Khán giả             |
| -------------------- | --------------------------------------- | ------------------------ | --------------------- | ---------------------- | -------------------- |
| 31 tháng 7 năm 2010  | Trận đấu thách thức                     | League of Ireland XI     | Manchester United     | 1–7                    | 49.800               |
| 11 tháng 8 năm 2010  | Giao hữu                                | Cộng hòa Ireland         | Argentina             | 0–1                    | 45.133               |
| 7 tháng 9 năm 2010   | Vòng loại Euro 2012                     | Cộng hòa Ireland         | Andorra               | 3–1                    | 40.283               |
| 8 tháng 10 năm 2010  | Vòng loại Euro 2012                     | Cộng hòa Ireland         | Nga                   | 2–3                    | 50.411               |
| 14 tháng 11 năm 2010 | Chung kết Cúp FAI 2010                  | Sligo Rovers             | Shamrock Rovers       | 0–0 (h.p.) (2–0 ph.đ.) | 36.101               |
| 17 tháng 11 năm 2010 | Giao hữu                                | Cộng hòa Ireland         | Na Uy                 | 1–2                    | 25.000               |
| 8 tháng 2 năm 2011   | Nations Cup 2011                        | Cộng hòa Ireland         | Wales                 | 3–0                    | 19.783               |
| 9 tháng 2 năm 2011   | Nations Cup 2011                        | Scotland                 | Bắc Ireland           | 3–0                    | 18.742               |
| 26 tháng 3 năm 2011  | Vòng loại Euro 2012                     | Cộng hòa Ireland         | Bắc Macedonia         | 2–1                    | 32.000               |
| 29 tháng 3 năm 2011  | Giao hữu                                | Cộng hòa Ireland         | Uruguay               | 2–3                    | 15.000               |
| 18 tháng 5 năm 2011  | Chung kết UEFA Europa League 2011       | Porto                    | Braga                 | 1–0                    | 44.391               |
| 24 tháng 5 năm 2011  | Nations Cup 2011                        | Cộng hòa Ireland         | Bắc Ireland           | 5–0                    | 19.783               |
| 25 tháng 5 năm 2011  | Nations Cup 2011                        | Wales                    | Scotland              | 1–3                    | 6.036                |
| 27 tháng 5 năm 2011  | Nations Cup 2011                        | Wales                    | Bắc Ireland           | 2–0                    | 529                  |
| 29 tháng 5 năm 2011  | Nations Cup 2011                        | Cộng hòa Ireland         | Scotland              | 1–0                    | 29.986               |
| 30 tháng 7 năm 2011  | Siêu cúp Dublin                         | Inter Milan              | Celtic                | 2–0                    |                      |
| 30 tháng 7 năm 2011  | Siêu cúp Dublin                         | Manchester City          | League of Ireland XI  | 3–0                    |                      |
| 31 tháng 7 năm 2011  | Siêu cúp Dublin                         | League of Ireland XI     | Celtic                | 0–5                    |                      |
| 31 tháng 7 năm 2011  | Siêu cúp Dublin                         | Inter Milan              | Manchester City       | 0–3                    |                      |
| 10 tháng 8 năm 2011  | Giao hữu                                | Cộng hòa Ireland         | Croatia               | 0–0                    | 20.179               |
| 2 tháng 9 năm 2011   | Vòng loại Euro 2012                     | Cộng hòa Ireland         | Slovakia              | 0–0                    | 35.480               |
| 11 tháng 10 năm 2011 | Vòng loại Euro 2012                     | Cộng hòa Ireland         | Armenia               | 2–1                    | 45.200               |
| 6 tháng 11 năm 2011  | Chung kết Cúp FAI 2011                  | Shelbourne               | Sligo Rovers          | 1–1 (h.p.) (1–4 ph.đ.) | 21.662               |
| 15 tháng 11 năm 2011 | Play-off Euro 2012                      | Cộng hòa Ireland         | Estonia               | 1–1                    | 51.151               |
| 29 tháng 2 năm 2012  | Giao hữu                                | Cộng hòa Ireland         | Cộng hòa Séc          | 1–1                    | 37.741               |
| 26 tháng 5 năm 2012  | Giao hữu                                | Cộng hòa Ireland         | Bosna và Hercegovina  | 1–0                    | 37.100               |
| 12 tháng 10 năm 2012 | Vòng loại World Cup 2014                | Cộng hòa Ireland         | Đức                   | 1–6                    | 51.700               |
| 4 tháng 11 năm 2012  | Chung kết Cúp FAI 2012                  | Derry City               | St Patrick's Athletic | 3–2 (h.p.)             | 16.117               |
| 14 tháng 11 năm 2012 | Giao hữu                                | Cộng hòa Ireland         | Hy Lạp                | 0–1                    | 16.256               |
| 6 tháng 2 năm 2013   | Giao hữu                                | Cộng hòa Ireland         | Ba Lan                | 2–0                    | 43.112               |
| 26 tháng 3 năm 2013  | Vòng loại World Cup 2014                | Cộng hòa Ireland         | Áo                    | 2–2                    | 35.100               |
| 2 tháng 6 năm 2013   | Chung kết Cúp FAI trẻ 2013              | Sheriff YC               | Kilbarrack United     | 0–0 (h.p.) (5–4 ph.đ.) |                      |
| 7 tháng 6 năm 2013   | Vòng loại World Cup 2014                | Cộng hòa Ireland         | Quần đảo Faroe        | 3–0                    | 19.000               |
| 10 tháng 8 năm 2013  | Giao hữu                                | Liverpool                | Celtic                | 0–1                    | 51.000               |
| 6 tháng 9 năm 2013   | Vòng loại World Cup 2014                | Cộng hòa Ireland         | Thụy Điển             | 1–2                    | 49.500               |
| 15 tháng 10 năm 2013 | Vòng loại World Cup 2014                | Cộng hòa Ireland         | Kazakhstan            | 3–1                    | 21.700               |
| 3 tháng 11 năm 2013  | Chung kết Cúp FAI nữ 2013               | Raheny United            | Castlebar Celtic      | 3–2 (h.p.)             |                      |
| 3 tháng 11 năm 2013  | Chung kết Cúp FAI 2013                  | Drogheda United          | Sligo Rovers          | 2–3                    | 17.753               |
| 15 tháng 11 năm 2013 | Giao hữu                                | Cộng hòa Ireland         | Latvia                | 3–0                    | 37.100               |
| 5 tháng 3 năm 2014   | Giao hữu                                | Cộng hòa Ireland         | Serbia                | 1–2                    | 37.243               |
| 14 tháng 5 năm 2014  | Giao hữu                                | Liverpool                | Shamrock Rovers       | 4–0                    | 42.517               |
| 25 tháng 5 năm 2014  | Chung kết Cúp FAI trẻ 2014              | Ballynanty Rovers        | St Michael's          | 0–2                    |                      |
| 25 tháng 5 năm 2014  | Giao hữu                                | Cộng hòa Ireland         | Thổ Nhĩ Kỳ            | 1–2                    | 22.000               |
| 3 tháng 9 năm 2014   | Giao hữu                                | Cộng hòa Ireland         | Oman                  | 2–0                    | 14.376               |
| 11 tháng 10 năm 2014 | Vòng loại Euro 2016                     | Cộng hòa Ireland         | Gibraltar             | 7–0                    | 35.123               |
| 2 tháng 11 năm 2014  | Chung kết Cúp FAI nữ 2014               | Raheny United            | UCD Waves             | 2–1 (h.p.)             |                      |
| 2 tháng 11 năm 2014  | Chung kết Cúp FAI 2014                  | Derry City               | St Patrick's Athletic | 0–2                    | 17.038               |
| 18 tháng 11 năm 2014 | Giao hữu                                | Cộng hòa Ireland         | Hoa Kỳ                | 4–1                    | 23.000               |
| 29 tháng 3 năm 2015  | Vòng loại Euro 2016                     | Cộng hòa Ireland         | Ba Lan                | 1–1                    | 50.500               |
| 17 tháng 5 năm 2015  | Chung kết Cúp FAI trẻ 2015              | Liffey Wanderers         | Sheriff YC            | 2–1 (h.p.)             |                      |
| 17 tháng 5 năm 2015  | Chung kết Cúp FAI trung gian 2015       | Tolka Rovers             | Crumlin United        | 0–4                    |                      |
| 5 tháng 6 năm 2015   | Giao hữu                                | Cộng hòa Ireland         | Bắc Ireland           | 0–0                    | 50                   |
| 7 tháng 6 năm 2015   | Giao hữu                                | Cộng hòa Ireland         | Anh                   | 0–0                    | 43.486               |
| 13 tháng 6 năm 2015  | Vòng loại Euro 2016                     | Cộng hòa Ireland         | Scotland              | 1–1                    | 49.063               |
| 8 tháng 10 năm 2015  | Vòng loại Euro 2016                     | Cộng hòa Ireland         | Đức                   | 1–0                    | 51.000               |
| 8 tháng 11 năm 2015  | Chung kết Cúp FAI nữ 2015               | Wexford Youths           | Shelbourne            | 2–2 (h.p.) (4–2 ph.đ.) |                      |
| 8 tháng 11 năm 2015  | Chung kết Cúp FAI 2015                  | Cork City                | Dundalk               | 0–1 (h.p.)             | 25.103               |
| 16 tháng 11 năm 2015 | Play-off Euro 2016                      | Cộng hòa Ireland         | Bosna và Hercegovina  | 2–0                    | 51.000               |
| 25 tháng 3 năm 2016  | Giao hữu                                | Cộng hòa Ireland         | Thụy Sĩ               | 1–0                    | 35.450               |
| 29 tháng 3 năm 2016  | Giao hữu                                | Cộng hòa Ireland         | Slovakia              | 2–2                    | 30.217               |
| 14 tháng 5 năm 2016  | Chung kết Cúp FAI trẻ 2016              | Sheriff YC               | Pike Rovers           | 1–0                    |                      |
| 14 tháng 5 năm 2016  | Chung kết Cúp FAI trung gian 2016       | Crumlin United           | Letterkenny Rovers    | 5–0                    |                      |
| 27 tháng 5 năm 2016  | Giao hữu                                | Cộng hòa Ireland         | Hà Lan                | 1–1                    | 42.438               |
| 30 tháng 7 năm 2016  | Giao hữu                                | Celtic                   | Barcelona             | 1–3                    | 47.900               |
| 17 tháng 8 năm 2016  | Play-off UEFA Champions League          | Dundalk                  | Legia Warsaw          | 0–2                    | 30.417               |
| 31 tháng 8 năm 2016  | Giao hữu                                | Cộng hòa Ireland         | Oman                  | 4–0                    | 27.000               |
| 6 tháng 10 năm 2016  | Vòng loại World Cup 2018                | Cộng hòa Ireland         | Gruzia                | 1–0                    | 39.793               |
| 6 tháng 11 năm 2016  | Chung kết Cúp FAI nữ 2016               | Shelbourne               | Wexford Youths        | 5–0                    |                      |
| 6 tháng 11 năm 2016  | Chung kết Cúp FAI 2016                  | Cork City                | Dundalk               | 1–0 (h.p.)             | 26.400               |
| 24 tháng 3 năm 2017  | Vòng loại World Cup 2018                | Cộng hòa Ireland         | Wales                 | 0–0                    | 51.700               |
| 28 tháng 3 năm 2017  | Giao hữu                                | Cộng hòa Ireland         | Iceland               | 0–1                    | 37.241               |
| 13 tháng 5 năm 2017  | Chung kết Cúp FAI trẻ 2017              | Sheriff YC               | Evergreen             | 2–0                    |                      |
| 13 tháng 5 năm 2017  | Chung kết Cúp FAI trung gian 2017       | Cobh Ramblers            | Liffey Wanderers      | 2–2 (h.p.) (4–5 ph.đ.) |                      |
| 4 tháng 6 năm 2017   | Giao hữu                                | Cộng hòa Ireland         | Uruguay               | 3–1                    | 27.193               |
| 11 tháng 6 năm 2017  | Vòng loại World Cup 2018                | Cộng hòa Ireland         | Áo                    | 1–1                    | 50.000               |
| 5 tháng 8 năm 2017   | Giao hữu                                | Liverpool                | Athletic Bilbao       | 3–1                    | 51.333               |
| 5 tháng 9 năm 2017   | Vòng loại World Cup 2018                | Cộng hòa Ireland         | Serbia                | 0–1                    | 50.153               |
| 6 tháng 10 năm 2017  | Vòng loại play-off World Cup 2018       | Cộng hòa Ireland         | Moldova               | 2–0                    | 50.560               |
| 5 tháng 11 năm 2017  | Chung kết Cúp FAI nữ 2017               | Cork City                | UCD Waves             | 1–0                    |                      |
| 5 tháng 11 năm 2017  | Chung kết Cúp FAI 2017                  | Dundalk                  | Cork City             | 0–0 (h.p.) (3–5 ph.đ.) | 24.210               |
| 12 tháng 5 năm 2018  | Chung kết Cúp FAI trẻ 2018              | Pike Rovers              | North End United      | 1–1 (h.p.) (4–5 ph.đ.) |                      |
| 12 tháng 5 năm 2018  | Chung kết Cúp FAI trung gian 2018       | Maynooth University Town | Firhouse Clover       | 4–1 (h.p.)             |                      |
| 2 tháng 6 năm 2018   | Giao hữu                                | Cộng hòa Ireland         | Hoa Kỳ                | 2–1                    | 32.300               |
| 1 tháng 8 năm 2018   | Giao hữu                                | Arsenal                  | Chelsea               | 1–1 (6–5 ph.đ.)        | 46.002               |
| 4 tháng 8 năm 2018   | Giao hữu                                | Liverpool                | Napoli                | 5–0                    | 51.512               |
| 13 tháng 10 năm 2018 | UEFA Nations League 2018-19             | Cộng hòa Ireland         | Đan Mạch              | 0–0                    | 41.220               |
| 16 tháng 10 năm 2018 | UEFA Nations League 2018-19             | Cộng hòa Ireland         | Wales                 | 0–1                    | 38.321               |
| 4 tháng 11 năm 2018  | Chung kết Cúp FAI nữ 2018               | Wexford Youths           | Peamount United       | 1–0                    |                      |
| 4 tháng 11 năm 2018  | Chung kết Cúp FAI 2018                  | Cork City                | Dundalk               | 1–2                    | 30.412               |
| 15 tháng 11 năm 2018 | Giao hữu                                | Cộng hòa Ireland         | Bắc Ireland           | 0–0                    | 31.241               |
| 26 tháng 3 năm 2019  | Vòng loại Euro 2020                     | Cộng hòa Ireland         | Gruzia                | 1–0                    | 40.317               |
| 11 tháng 5 năm 2019  | Chung kết Cúp FAI trung gian 2019       | Avondale United          | Crumlin United        | 1–0                    |                      |
| 10 tháng 6 năm 2019  | Vòng loại Euro 2020                     | Cộng hòa Ireland         | Gibraltar             | 2–0                    | 36.281               |
| 5 tháng 9 năm 2019   | Vòng loại Euro 2020                     | Cộng hòa Ireland         | Thụy Sĩ               | 1–1                    | 44.111               |
| 10 tháng 9 năm 2019  | Giao hữu                                | Cộng hòa Ireland         | Bulgaria              | 3–1                    | 18.259               |
| 3 tháng 11 năm 2019  | Chung kết Cúp FAI nữ 2019               | Wexford Youths           | Peamount United       | 3–2                    |                      |
| 3 tháng 11 năm 2019  | Chung kết Cúp FAI 2019                  | Shamrock Rovers          | Dundalk               | 1–1 (h.p.) (4–2 ph.đ.) | 33.111               |
| 14 tháng 11 năm 2019 | Giao hữu                                | Cộng hòa Ireland         | New Zealand           | 3–1                    | 18.728               |
| 18 tháng 11 năm 2019 | Vòng loại Euro 2020                     | Cộng hòa Ireland         | Đan Mạch              | 1–1                    | 51.700               |
| 6 tháng 9 năm 2020   | UEFA Nations League 2020-21             | Cộng hòa Ireland         | Phần Lan              | 0–1                    | 0                    |
| 11 tháng 10 năm 2020 | UEFA Nations League 2020-21             | Cộng hòa Ireland         | Wales                 | 0–0                    | 0                    |
| 18 tháng 11 năm 2020 | UEFA Nations League 2020-21             | Cộng hòa Ireland         | Bulgaria              | 0–0                    | 0                    |
| 26 tháng 11 năm 2020 | UEFA Europa League                      | Dundalk                  | Rapid Wien            | 1–3                    | 0                    |
| 6 tháng 12 năm 2020  | Chung kết Cúp FAI 2020                  | Shamrock Rovers          | Dundalk               | 2–4 (h.p.)             | 0                    |
| 10 tháng 12 năm 2020 | UEFA Europa League                      | Dundalk                  | Arsenal               | 2–4                    | 0                    |
| 27 tháng 3 năm 2021  | Vòng loại World Cup 2022                | Cộng hòa Ireland         | Luxembourg            | 0–1                    | 0                    |
| 15 tháng 7 năm 2021  | Vòng loại UEFA Europa Conference League | Bohemians                | Stjarnan              | 3–0                    | 6.000                |
| 29 tháng 7 năm 2021  | Vòng loại UEFA Europa Conference League | Bohemians                | F91 Dudelange         | 3–0                    | 8.000                |
| 3 tháng 8 năm 2021   | Vòng loại UEFA Europa Conference League | Bohemians                | PAOK                  | 2–1                    | 8.000                |
| 4 tháng 9 năm 2021   | Vòng loại World Cup 2022                | Cộng hòa Ireland         | Azerbaijan            | 1–1                    | 21.287               |
| 7 tháng 9 năm 2021   | Vòng loại World Cup 2022                | Cộng hòa Ireland         | Serbia                | 1–1                    | 25.415               |
| 12 tháng 10 năm 2021 | Giao hữu                                | Cộng hòa Ireland         | Qatar                 | 4–0                    | 25.749               |
| 11 tháng 11 năm 2021 | Vòng loại World Cup 2022                | Cộng hòa Ireland         | Bồ Đào Nha            | 0–0                    | 50.737               |

Sân vận động này cũng tổ chức các trận đấu trên sân nhà của đội tuyển bóng đá quốc gia Cộng hòa Ireland, cũng như Lansdowne Road. Đội đã chơi hầu hết các trận đấu sân nhà tại Croke Park trong quá trình xây dựng Sân vận động Aviva. Trận đấu bóng đá đầu tiên tại Sân vận động Aviva là trận đấu giữa Manchester United và League of Ireland XI, do Damien Richardson làm huấn luyện viên, vào ngày 4 tháng 8 năm 2010. Manchester United đã giành chiến thắng với tỷ số 7–1, khi Park Ji-Sung ghi bàn thắng đầu tiên trên sân vận động Aviva. Trận đấu quốc tế đầu tiên của Ireland tại Sân vận động Aviva là trận thua 0–1 trước Argentina vào ngày 11 tháng 8 năm 2010. Bàn thắng đầu tiên được ghi bởi Kevin Kilbane trong một trận đấu ở vòng loại Euro 2012 vào ngày 7 tháng 9 năm 2010 trước Andorra.
| Thống kê của Ireland tại Sân vận động Aviva | Thống kê của Ireland tại Sân vận động Aviva | Thống kê của Ireland tại Sân vận động Aviva | Thống kê của Ireland tại Sân vận động Aviva | Thống kê của Ireland tại Sân vận động Aviva | Thống kê của Ireland tại Sân vận động Aviva | Thống kê của Ireland tại Sân vận động Aviva |
| Giải đấu                                    | Số trận đấu                                 | Thắng                                       | Hòa                                         | Thua                                        | Tỉ lệ thắng                                 | Tỉ lệ thua                                  |
| ------------------------------------------- | ------------------------------------------- | ------------------------------------------- | ------------------------------------------- | ------------------------------------------- | ------------------------------------------- | ------------------------------------------- |
| Vòng loại Euro                              | 15                                          | 8                                           | 6                                           | 1                                           | 53.33%                                      | 6.67%                                       |
| Vòng loại World Cup                         | 15                                          | 4                                           | 6                                           | 5                                           | 26.67%                                      | 33.33%                                      |
| Nations Cup                                 | 3                                           | 3                                           | 0                                           | 0                                           | 100%                                        | 0%                                          |
| UEFA Nations League                         | 5                                           | 0                                           | 3                                           | 2                                           | 0%                                          | 40%                                         |
| Giao hữu                                    | 26                                          | 12                                          | 7                                           | 7                                           | 46.15%                                      | 26.92%                                      |
| Tổng cộng                                   | 64                                          | 27                                          | 22                                          | 15                                          | 42.19%                                      | 23.44%                                      |

Tính đến 11 tháng 11 năm 2021

### Chung kết Cúp FAI

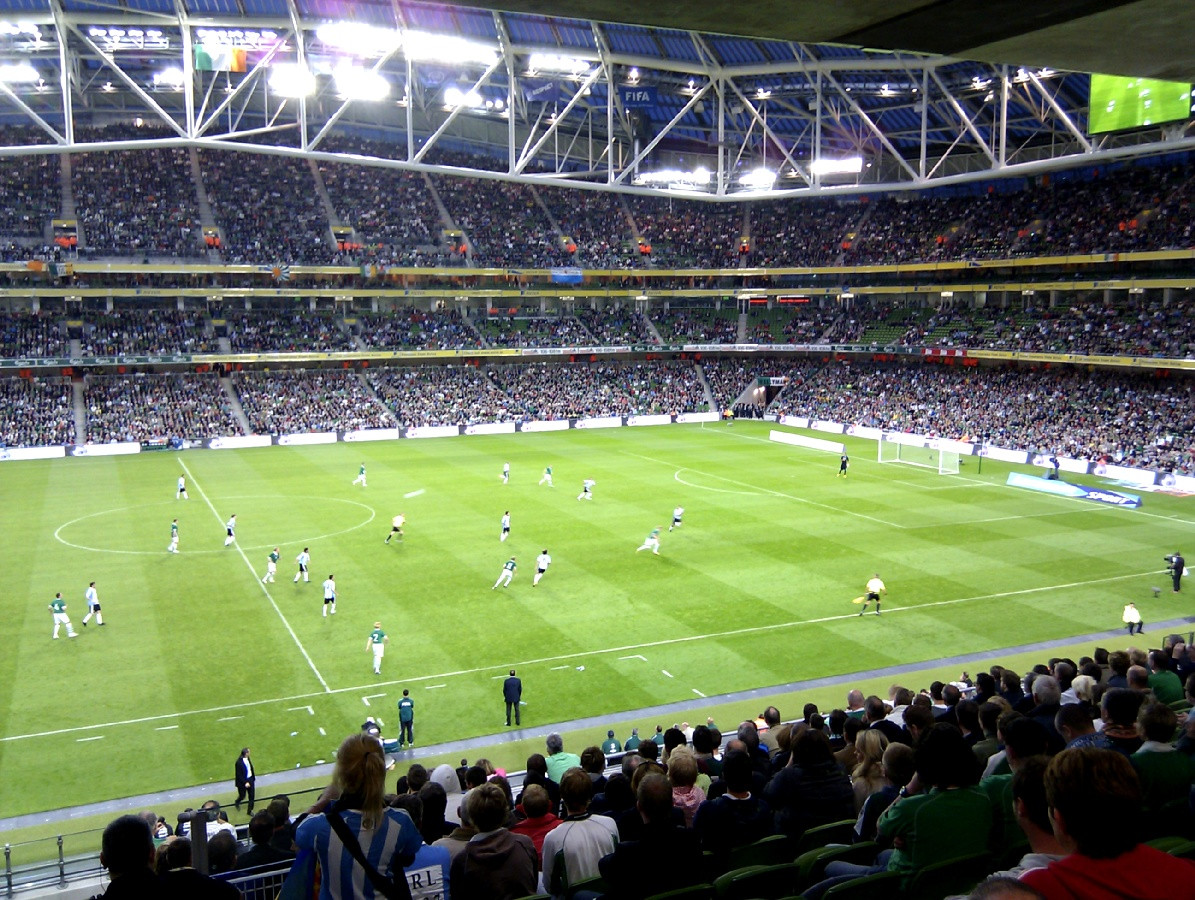
Ireland vs. Argentina năm 2010

Aviva hàng năm tổ chức trận chung kết Cúp FAI, được chia sẻ giữa RDS Arena và Sân vận động Tallaght trong khi Sân vận động Aviva đang được xây dựng. Trận chung kết Cúp đầu tiên tại sân vận động mới là chung kết Cúp FAI 2010, được tổ chức vào Chủ nhật ngày 14 tháng 11 năm 2010. Sligo Rovers đánh bại Shamrock Rovers 2–0 trên chấm phạt đền sau khi trận đấu kết thúc với tỷ số 0–0 sau hiệp phụ. Có tổng cộng 36.101 người đã dự khán trận đấu khiến nó trở thành trận đấu có lượng người dự khán nhiều nhất tại trận chung kết Cúp FAI kể từ năm 1968.

### Nations Cup 2011
Nations Cup 2011 diễn ra trên Sân vận động Aviva. Giải đấu có sự góp mặt của các đội tuyển bóng đá quốc gia đến từ Scotland, Wales, Bắc Ireland và Cộng hòa Ireland. Ở lượt trận mở màn, Cộng hòa Ireland đánh bại Wales với tỷ số 3–0 trong khi Scotland đánh bại Bắc Ireland với tỷ số 3–0. Bốn trận đấu còn lại diễn ra vào tháng 5, với Cộng hòa Ireland vô địch giải đấu sau khi đánh bại Scotland 1–0 vào ngày 29 tháng 5, với Keane ghi bàn thắng duy nhất.

### Chung kết UEFA Europa League 2011
Trận chung kết UEFA Europa League 2011 giữa hai đội Bồ Đào Nha Porto và Braga đã diễn ra trên Sân vận động Aviva. Do các quy định của UEFA chống lại việc tài trợ của các công ty bên ngoài liên đoàn, sân vận động được gọi là "Dublin Arena" cho trận chung kết này, kết thúc với chiến thắng 1–0 cho Porto.

### Siêu cúp Dublin
Siêu cúp Dublin là một giải đấu bóng đá trước mùa giải được tổ chức tại Aviva. Celtic, Manchester City, Inter Milan và League of Ireland XI đã cạnh tranh trong phiên bản năm 2011, trong đó Manchester City vô địch giải đấu.

### 'Dublin Decider'
'Dublin Decider' là một trận đấu diễn ra vào ngày 10 tháng 8 năm 2013. Trận đấu được diễn ra giữa Celtic và Liverpool, với cả hai đội đều có sự ủng hộ lớn ở Ireland. Celtic thắng trận với tỷ số 1–0 nhờ bàn thắng của Amido Baldé.
Có những cuộc đàm phán đang diễn ra về sự trở lại của 'Dublin Decider' vào mùa hè năm 2014 với các câu lạc bộ như Barcelona, Manchester United và Celtic được đề cập là những vị khách tiềm năng đến Sân vận động Aviva. Vào tháng 3 năm 2016 đã được xác nhận rằng Celtic sẽ đối đầu với Barcelona tại sân vận động vào ngày 30 tháng 7 năm 2016, tuy nhiên đây là một phần của giải đấu thường niên International Champions Cup trước mùa giải chứ không phải bất kỳ loại lịch thi đấu 'Dublin Decider' độc lập nào. Barcelona đã giành chiến thắng với tỷ số 3–1.

### Bị tước quyền đăng cai Giải vô địch bóng đá châu Âu 2020
Vào ngày 19 tháng 9 năm 2014, UEFA thông báo rằng sân vận động này sẽ tổ chức bốn trận đấu tại Euro 2020, gồm ba trận vòng bảng và một trận đấu vòng 16 đội. Nếu Ireland vượt qua vòng loại, đội sẽ được chơi hai trận đấu trên sân nhà. Vì Aviva không phải là đối tác thương mại của Euro 2020, nên sân vận động này sẽ được gọi là Dublin Arena trong suốt thời gian diễn ra giải đấu. Tuy nhiên, do ảnh hưởng của đại dịch COVID-19 và UEFA đã hoãn giải đấu đến năm 2021 (dù UEFA vẫn giữ nguyên tên gọi ban đầu của giải đấu). Các lệnh giới hạn vẫn còn hiệu lực sau khi làn sóng thứ ba của đại dịch tấn công Cộng hòa Ireland, cướp đi sinh mạng của hàng nghìn người vào đầu năm 2021, có nghĩa là Dublin và Sân vận động Aviva không thể đăng cai tổ chức theo mong muốn của UEFA và do đó, sân vận động đã bị tước quyền đăng cai Euro 2020. Thông báo được đưa ra vào ngày 23 tháng 4 năm 2021, cho biết sẽ phân bổ ba trận đấu vòng bảng của Dublin đến Sân vận động Krestovsky ở Sankt-Peterburg, Nga và trận đấu cuối cùng của vòng 16 đội dự kiến tổ chức tại Dublin được chuyển đến Sân vận động Wembley ở Luân Đôn, Anh.
Vào ngày 16 tháng 7 năm 2021, Ủy ban điều hành UEFA thông báo rằng do việc tước quyền đăng cai Euro 2020, Sân vận động Aviva đã được trao quyền tổ chức trận chung kết UEFA Europa League 2024. Đây là một phần của thỏa thuận dàn xếp của UEFA nhằm ghi nhận những nỗ lực và đầu tư tài chính được thực hiện để đăng cai Giải vô địch bóng đá châu Âu 2020 của sân vận động này.

## Các sự kiện khác

### Bóng bầu dục Mỹ

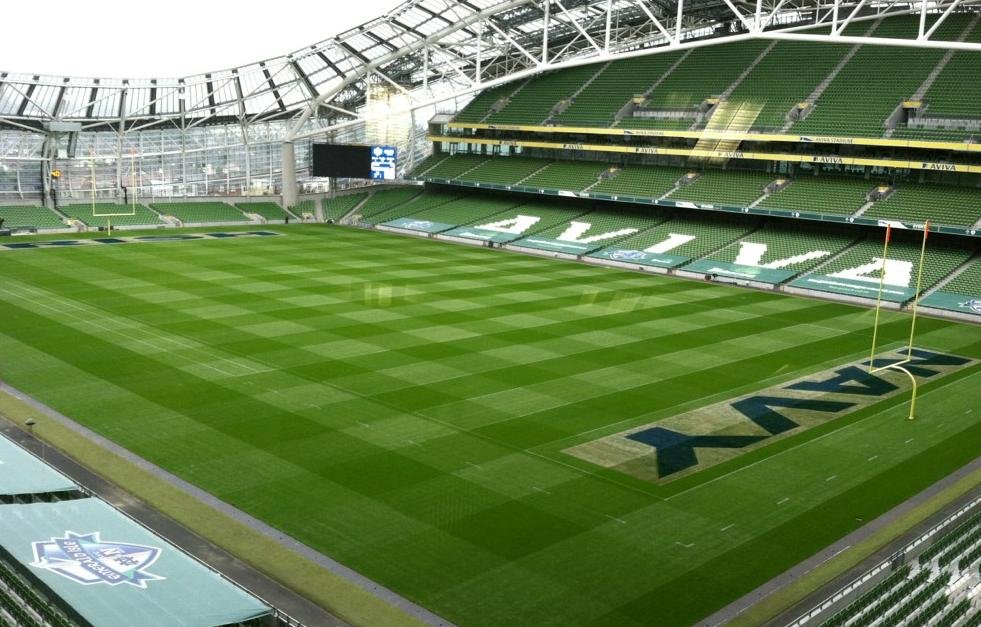
Sân vận động trong khuôn khổ giải bóng bầu dục Mỹ cho trận đấu giữa Navy và Notre Dame năm 2012

Vào ngày 1 tháng 9 năm 2012, sân vận động đã tổ chức một trận đấu bóng bầu dục đại học của Mỹ được gọi là Emerald Isle Classic giữa Notre Dame Fighting Irish và Navy Midshipmen. Notre Dame giành chiến thắng với tỉ số 50–10.
Giải bóng bầu dục đại học Aer Lingus 2016 được công bố là trận đấu giữa Georgia Tech Yellow Jackets và Boston College Eagles, diễn ra vào ngày 3 tháng 9 năm 2016. Kết quả là Yellow Jackets giành chiến thắng với tỉ số 17–14.
Nebraska Cornhuskers và Northwestern Wildcats dự kiến sẽ bắt đầu mùa giải năm 2022 tại Sân vận động Aviva ở Dublin.

### Buổi hòa nhạc
| Buổi hòa nhạc tại Sân vận động Aviva | Buổi hòa nhạc tại Sân vận động Aviva | Buổi hòa nhạc tại Sân vận động Aviva | Buổi hòa nhạc tại Sân vận động Aviva |
| Ngày                                 | Nghệ sĩ                              | Chuyến lưu diễn                      | Khán giả                             |
| ------------------------------------ | ------------------------------------ | ------------------------------------ | ------------------------------------ |
| 24–25 tháng 9 năm 2010               | Michael Bublé                        | Crazy Love Tour                      | 100.000                              |
| 25 tháng 6 năm 2011                  | Neil Diamond                         | World Tour 2011                      | 50.108                               |
| 2 tháng 7 năm 2011                   | The Script                           | Science & Faith Tour                 | 47.910                               |
| 24 tháng 7 năm 2012                  | Madonna                              | The MDNA Tour                        | 33.953                               |
| 15 tháng 9 năm 2012                  | Lady Gaga                            | The Born This Way Ball               | 37.005                               |
| 14 tháng 6 năm 2013                  | Robbie Williams                      | Take the Crown Stadium Tour          | 65.000                               |
| 21 tháng 6 năm 2013                  | Rihanna                              | Diamonds World Tour                  | 48.482                               |
| 18 tháng 9 năm 2013                  | Roger Waters                         | The Wall Live                        | 24.210                               |
| 1 tháng 7 năm 2015                   | AC/DC                                | Rock or Bust World Tour              | 50.000                               |
| 21 tháng 6 năm 2016                  | Rihanna                              | Anti World Tour                      | 29.017                               |
| 17 tháng 6 năm 2017                  | Robbie Williams                      | The Heavy Entertainment Show Tour    | 50.000                               |
| 25 tháng 6 năm 2017                  | Phil Collins                         | Not Dead Yet Tour                    |                                      |
| 23 tháng 6 năm 2018                  | Billy Joel                           | Billy Joel in Concert                | 40.590                               |

## Cơ sở vật chất
Sân vận động có hình chiếc bát với bốn tầng trên ba khán đài; tầng dưới và tầng trên dành cho vé phổ thông, cấp thứ hai và thứ ba cung cấp tầng thứ hai cho vé cao cấp và tầng thứ tư cho hộp công ty. Đầu phía bắc của sân vận động, do gần nhà ở địa phương, chỉ kết hợp tầng dưới của sân. Sự kết thúc của sân vận động này là trở thành sân khách cho bóng đá quốc tế. Có một tầng hầm và bảy tầng lầu bao gồm cả mặt đất. Mức cao cấp chứa 10.000 khán giả, trong khi cấp độ hộp chứa 1.300 người. 38.700 chỗ còn lại được chia sẻ giữa các tầng trên cùng và dưới cùng. Sức chứa của sân vận động đã bị chỉ trích ngay cả trước khi mở cửa vì quá nhỏ, đặc biệt là về số lượng người tham dự ủng hộ lớn cho bóng bầu dục quốc tế Ireland và bóng đá quốc tế tại Croke Park kể từ năm 2007. Mái của sân vận động nhấp nhô theo kiểu sóng để tránh chặn ánh sáng vào khu dân cư địa phương.
|  |  |  |  |

## Trong văn hóa đại chúng
Nhà văn thiếu nhi Gerard Siggins đã dựa phần lớn loạt truyện 'Tinh thần bóng bầu dục' của mình ở Sân vận động Aviva. Người hùng của ông, Eoin Madden, đang trong chuyến tham quan từ trường đến sân vận động thì gặp Brian Hanrahan, một nhân vật ngoài đời thực, người đã qua đời khi đang chơi thể thao ở Lansdowne Road. Hanrahan, một cầu thủ bóng bầu dục của Lansdowne FC, đã chết trong một cuộc xô xát trong trận Leinster Senior Cup với Trinity năm 1928.
Bảy cuốn sách được xuất bản cho đến nay trong bộ này có nội dung thường xuyên nhắc đến sân vận động cho các trận đấu.

## Kết nối giao thông
Sân vận động được phục vụ bằng phương tiện công cộng với Xe buýt và DART. Từ xa hơn, nó cũng có thể đạt được, theo sau bởi Luas và đi bộ. Không thể vào sân vận động bằng ô tô vào những ngày diễn ra trận đấu do khu vực cấm ô tô dài 1 km đang hoạt động.
| Dịch vụ                | Vị trí         | Lộ trình                                                            |
| ---------------------- | -------------- | ------------------------------------------------------------------- |
| Dublin Bus             | Pembroke Road  | Tuyến xe buýt 4, 7, 7a, 18 – 600 mét đi bộ đến lối vào sân vận động |
| Dublin Bus             | Charlotte Quay | Tuyến xe buýt 1, 77a – 1,2 km đi bộ đến lối vào sân vận động        |
| Luas – Green Line      | Charlemont     | 2,2 km đi bộ                                                        |
| Luas – Red Line        | Point Village  | 2,1 km đi bộ                                                        |
| Iarnród Éireann – DART | Lansdowne Road | Trực tiếp đến sân vận động                                          |